# Elemento máximo y mínimo
En matemáticas, y particularmente en teoría del orden, dado un conjunto parcialmente ordenado (A,≤), un elemento a ∈ A es el elemento máximo de A si cualquier otro elemento de A es menor o igual que él; es decir, si para todo x ∈ A, x ≤ a. En la imagen, l es el máximo de A.
Un elemento mínimo se define dualmente, como aquel a ∈ A tal que cualquier otro es mayor o igual que él; es decir, tal que para todo x ∈ A, a ≤ x, en la figura el elemento a es el mínimo de A.
La propiedad de antisimetría de la relación de orden ≤ asegura que de existir un elemento máximo o mínimo en un conjunto, estos son únicos.
Todo máximo es cota superior, y todo mínimo es cota inferior.